# Міжнародний жіночий день
Міжнаро́дний де́нь боротьби́ за права жінок (англ. International Women's Day), повна назва Міжнаро́дний де́нь боротьби́ за права́ жіно́к і міжнаро́дний мир (рішенням ООН від 1977 року) — міжнародна дата, яку щорічно відзначають 8 березня на згадку про культурні, політичні та соціально-економічні досягнення жінок. Темою цієї дати теж є рух за права людини, виокремлюючи права жінок, привертаючи увагу до таких питань, як статева рівність, сексизм, репродуктивні права та насильство щодо жінок. Міжнародний день боротьби за права жінок розпочинався як соціалістичне політичне свято і є змішаним у культурі багатьох країн, насамперед у Європі, особливо в соціалістичному блоці. Протягом 20 століття його відзначали в СРСР і країнах соцтабору як державне свято. Міжнародний день боротьби за права жінок є найзначнішим із феміністичних свят.
Уперше це свято відзначалось 28 лютого 1909 року в США з ініціативи Соціалістичної партії Америки як «Національний день жінки». Наступного року, натхненні американським прикладом, учасниці Другої міжнародної соціалістичної жіночої конференції в Копенгагені вирішили щороку за зразком Міжнародного дня праці відзначати «День жінок», присвячений передусім боротьбі за здобуття жінками виборчих прав.

19 березня 1911 року в Австро-Угорщині, Данії, Німеччині й Швейцарії уперше відбувся Міжнародний жіночий день, який протягом наступних кількох років відзначали в різні дні наприкінці лютого чи на початку березня[⇨]. З початку 1920-х років у Радянському Союзі затвердилась дата 8 березня, оскільки саме в цей день 1917 року з демонстрації робітниць почалась Лютнева революція. Відтоді день відзначався переважно в країнах колишнього «радянського блоку», доки його у 1967 році не взяли на озброєння феміністки другої хвилі.
 1977 року, за радянської ініціативи, рішенням Організації Об'єднаних Націй отримав статус міжнародного дня з повною назвою — Міжнаро́дний де́нь боротьби́ за права́ жіно́к і міжнаро́дний мир.
У таких країнах: Росія, Білорусь, Північна Корея, Азербайджан, Вірменія, Ангола, Буркіна-Фасо, Гвінея-Бісау, Камбоджа, Конго, Лаос, Монголія, Непал, Уганда та ще деяких 8 березня є вихідним днем[джерело?].

## Історія
8 березня 1857 року в Нью-Йорку американські текстильниці виступили з вимогами за рівну оплату праці з чоловіками, поліпшення умов праці, 10-годинного робочого дня («марш порожніх каструль»). Страйк не дав жодних результатів, а мирний мітинг було розігнано поліцією. Дослідники часто вказують на той факт, що у 1857 році 8 березня припало на вихідний, неділю, коли текстильниці не працювали.
8 березня 1908 року в Нью-Йорку відбулася демонстрація «соціалістичних жінок», пов'язана з текстильними страйками у 1857-58 роках. Тисячі жінок вимагали права голосу, виступили проти важких умов праці та проти праці дітей.
До 1908 року щорічні демонстрації стали настільки масштабними, що це спонукало Соціалістичну партію Америки оголосити 28 лютого 1909 першим Міжнародним днем жінок. У 1909–1910 рр. у США в останні тижні лютого відбулися марші та страйки жінок, очолені Соціалістичною партією Америки. Соціалістична партія Америки оголосила 28 лютого 1909 року першим Міжнародним днем жінок.

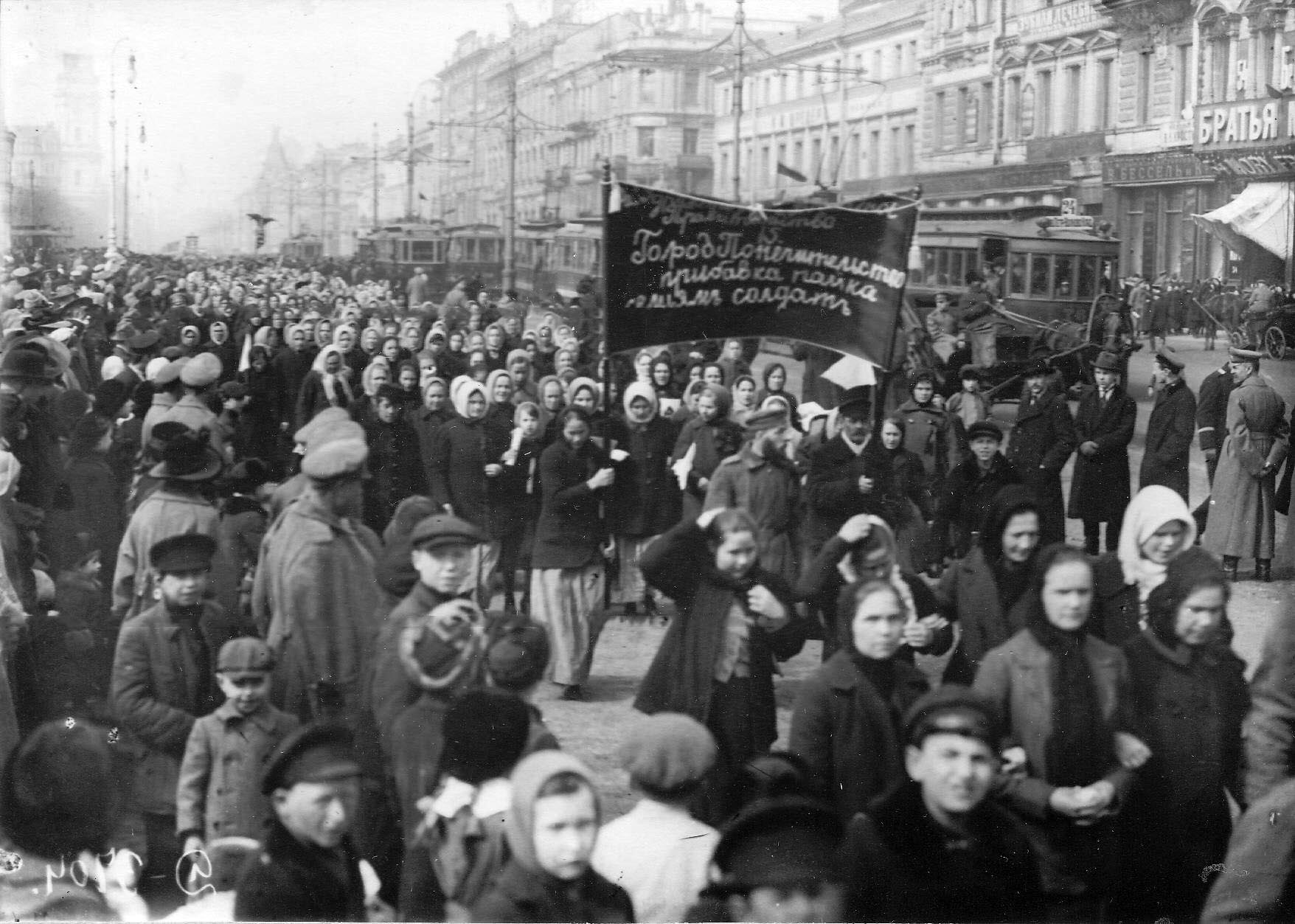
Жіноча демонстрація за хліб і мир, 8 березня 1917, Петроград

Свято швидко поширилося в Європі, коли Соціалістичний Інтернаціонал (всесвітня спілка соціалістичних та соціал-демократичних партій та організацій) ухвалив свято (без фіксованої дати) в Копенгагені в 1910 році.

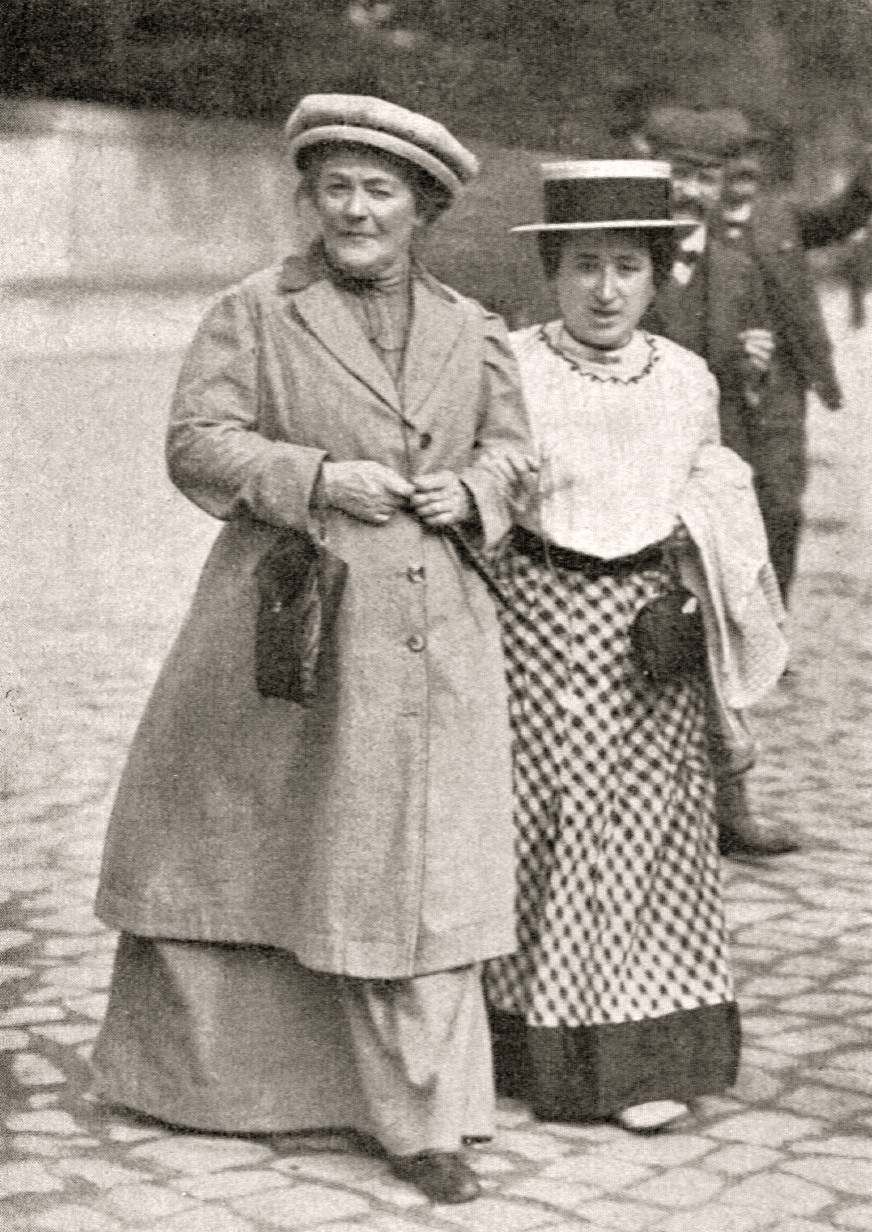
Клара Цеткін (зліва) та Роза Люксембург на шляху до конгресу соціал-демократичної партії Німеччини. Магдебург, січень 1910.

Ідея Міжнародного жіночого дня запропонована Кларою Цеткін (Соціал-демократична партія Німеччини) на великій жіночій зустрічі на Другому світовому конгресі соціалістичної партії, організованому Соціалістичним Інтернаціоналом у Копенгагені 26 і 27 серпня 1910 року, що вітав учасників із 17 країн світу. Німецька соціалістка та журналістка Клара Цеткін запропонувала визнати 8 березня Міжнародним жіночим днем на честь пам'яті демонстрацій робочого жіноцтва в Америці. Так і народилося найвідоміше жіноче свято у світі, яке зараз відзначають в 40 країнах світу. Ухвалене свято було без фіксованої дати. Понад 100 учасниць із 17 країн вирішили щороку в березні відзначати Міжнародний жіночий день — день солідарності жінок у боротьбі за повні політичні, економічні та соціальні права. Точну дату дня на конференції визначено не було.
У резолюції, запропонованій Кларою Цеткін, зокрема, зазначалось:
|  | У повній відповідності з класово-свідомими політичними профспілковими організаціями пролетаріату в кожній країні соціалістки всіх країн щорічно проводять Жіночий день, який в першу чергу слугує агітації за надання жінкам виборчого права. Ця вимога має бути висунена як складова частина всього жіночого питання в цілому і в повній відповідності з соціалістичними поглядами. Жіночому дню слід повсюдно надавати міжнародний характер, і він усюди має бути старанно підготовлений |

Перший Міжнародний жіночий день був проведений 19 березня 1911 року з вимогами жінок права голосу та займати державі посади, права на працю і припинення дискримінації на роботі. Відзначався в Німецькій імперії, Австро-Угорщині, Швейцарії та Данії в різні дні. Більш одного мільйона чоловіків і жінок по всій Європі взяли участь у мітингах з нагоди Міжнародного дня жінок. Німкені обрали 19 березня, бо саме 19 березня 1848 року король Пруссії перед загрозою збройного повстання пообіцяв (але згодом не виконав обіцянки) провести реформи — включно з узаконенням виборчого права для жінок. Жінки вимагали, щоб їм надали право голосувати і займати державні посади. У 1912 році свято відзначалося тими ж чотирма країнами, що й попереднього року, і знову в різні дні.. 1912 року день відзначили 12 травня. У перші роки існування жінки проводили свято на мітингах та акціях протесту, особливо, з початком Першої світової війни, у межах руху за мир.

У 1913 та 1914 роках, у рамках руху за мир напередодні Першої світової, мільйони жінок по всій Європі, Російській імперії і Північній Америці вийшли 8 березня з протестами проти насування Першої світової війни. Лише 1914 року день відзначався 8 березня одночасно в шести країнах: Австро-Угорській імперії, Данії, Німецькій імперії, Нідерландах, Російській імперії та Швейцарії.
Дата 8 березня була започаткована на III комуністичній Інтернаціональній зустрічі в 1921 році. Дата 8 березня визначена на 2-й Комуністичній жіночій конференції в 1921 році.
|                                                           | Без допомоги чоловіків — навіть проти їхньої волі — жіноцтво виходить під червоним прапором. Під цим прапором жінки будуть боротися за визнання своїх прав... Як робітник пригноблений капіталістом, так і жінка пригноблена чоловіком. І вона залишатиметься пригнобленою, доки не стане економічно незалежною [від чоловіка]... |
| — Клара Цеткін розповідає про суть Дня солідарності жінок | |

8 березня 1917 року жінки в Петрограді та інших містах по всій Російській імперії вийшли на демонстрації в неділю, 8 березня (за новим стилем), закликаючи до «хліба і миру», тому на думку ББС, дата святкування походить від Росії.

Після загибелі двох мільйонів солдатів на війні жінки в останню неділю лютого вийшли на демонстрацію з гаслом «хліб і мир», яка переросла в лютневу революцію. Ця історична неділя припадає на 23 лютого за юліанським календарем, або 8 березня за григоріанським. Жіночий рух вбачався ще одним джерелом для зміцнення більшовицької влади. Петроградські більшовики скористалися святкуванням Міжнародного жіночого дня для організації мітингів і зібрань проти війни, дорожнечі і важкого становища робітниць. Через чотири дні імператор Микола II зрікся престолу, і Тимчасовий уряд Росії надав жінкам право голосу. Таким чином, уперше в Росії, і лише в єдиному місті — Петрограді , вперше був відзначений жіночий день у 1913 році.
Протягом 1920-х і 1930-х років день був найбільш помітним як соціалістичний жіночий день.

### Радянська історія. Свято в Радянському Союзі
У Радянському Союзі, перед тим як свято укріпилося в громадському, а після цього і в сімейному побуті «робітників», активістам — комуністам і комсомольцям — довелося провести значну роз'яснювальну роботу.
Радянські науковці в цій сфері своїми історіографічними працями були підкорені офіційній ідеології держави і, опираючись на положення офіційних державних документів, підкреслювали рівноправне становище жінок в СРСР та широкий спектр можливостей особистісного розвитку жінки, акцентували увагу на наступних ролях жінки в суспільстві: робітниця, мати, активна громадська діячка. Та попри те, що було ухвалено закони, які давали значні права, свободи та можливості жінкам у політичній, освітній, економічній, культурній та інших сферах, жінка все ж не позбавлена ролі хранительки домашнього вогнища та матері-господині, а ще й поступово перебирає на себе традиційно чоловічі обов'язки. Офіційна декларація статевої рівності полегшила справу експлуатації жінок — на них відтепер покладалась подвійна функція — робота і материнство.
В СРСР за ініціативою В. І. Леніна для «захисту інтересів жіночого робочого руху» і пропаганди «робочого руху» був створений журнал «Работница (Робітниця)», перший номер якого вийшов в 1914 році 23 лютого (8 березня) за новим стилем.
Підкреслюючи роль жінок у колгоспній праці, Йосип Сталін зазначав, що жінка відтепер працює вже не на батька і не на чоловіка, а насамперед на себе, саме колгоспний лад робить жінку-робітницю рівною чоловіку-робітнику.
Актуальні жіночі образи офіційна державна ідеологія творить також через періодику — «Радянська жінка», «Колгоспниця», «Селянка» та ін., літературу.
Олександра Коллонтай переконала Леніна зробити Міжнародний жіночий день офіційним радянським святом. В 1921 році було ухвалене рішення про надання дню 8 березня статусу державного свята. Проте становище жінок у тоталітарній державі було важким: вони працювали нарівні з чоловіками на виробництві та у сільському господарстві, а крім того дбали про дітей і займалися хатніми справами. Відсутність елементарних засобів гігієни, низький рівень медицини шкодили їхньому здоров'ю.
В Радянському Союзі результатом «боротьби за права жінок» було те, що жінки освоїли багато промислових і будівельних професій, успішно почали працювати на колгоспних полях і в тваринництві. І вже згодом жінки стануть ніби-то ініціаторами так званого «стаханівського руху» — Герої Соціалістичної праці Марія і Євдокія Виноградови, а Зінаїда Троїцька — перша жінка-машиніст — організувала першу в історії залізничного транспорта жіночу паровозну бригаду. З 20–30 років XX ст. жінка стає деталлю механізму радянської держави — безликою, усуспільненою та повністю підкореною загальній інерції суспільства.
В 1918 і 1919 роках в Радянському Союзі жінки-робітники висували бойові гасла «Все — для Червоної Армії!», «Все — для фронту!». В 1921 році, в день 8 березня перед жінками-робочими ставились завдання: боротись з холодом і розрухою, налагоджувати «народне господарство». Ленін писав на рахунок виборів в Московську Раду в лютому 1920 року так:
|                                            | Нам потрібно, щоб жінка-робітниця добилася не лише за законом, але і в житті рівності з чоловіком-робітником. |
| — Ленин В.И. Полн. собр. соч., т.40, с.157 | |

8 березня 1922 року проходило як загальнопролетарське свято з основними лозунгами — об'єднання робочого класу навколо російської комуністичної партії більшовиків (РКП(б)) і профспілок, боротьба з голодом і жіночим безробіттям.
8 березня 1923 року проходило під закликами підвищення громадсько-політичного і культурного рівня і виробничої кваліфікації робітниць.

Аполітична радянська листівка-привітання. 1930-ті роки.

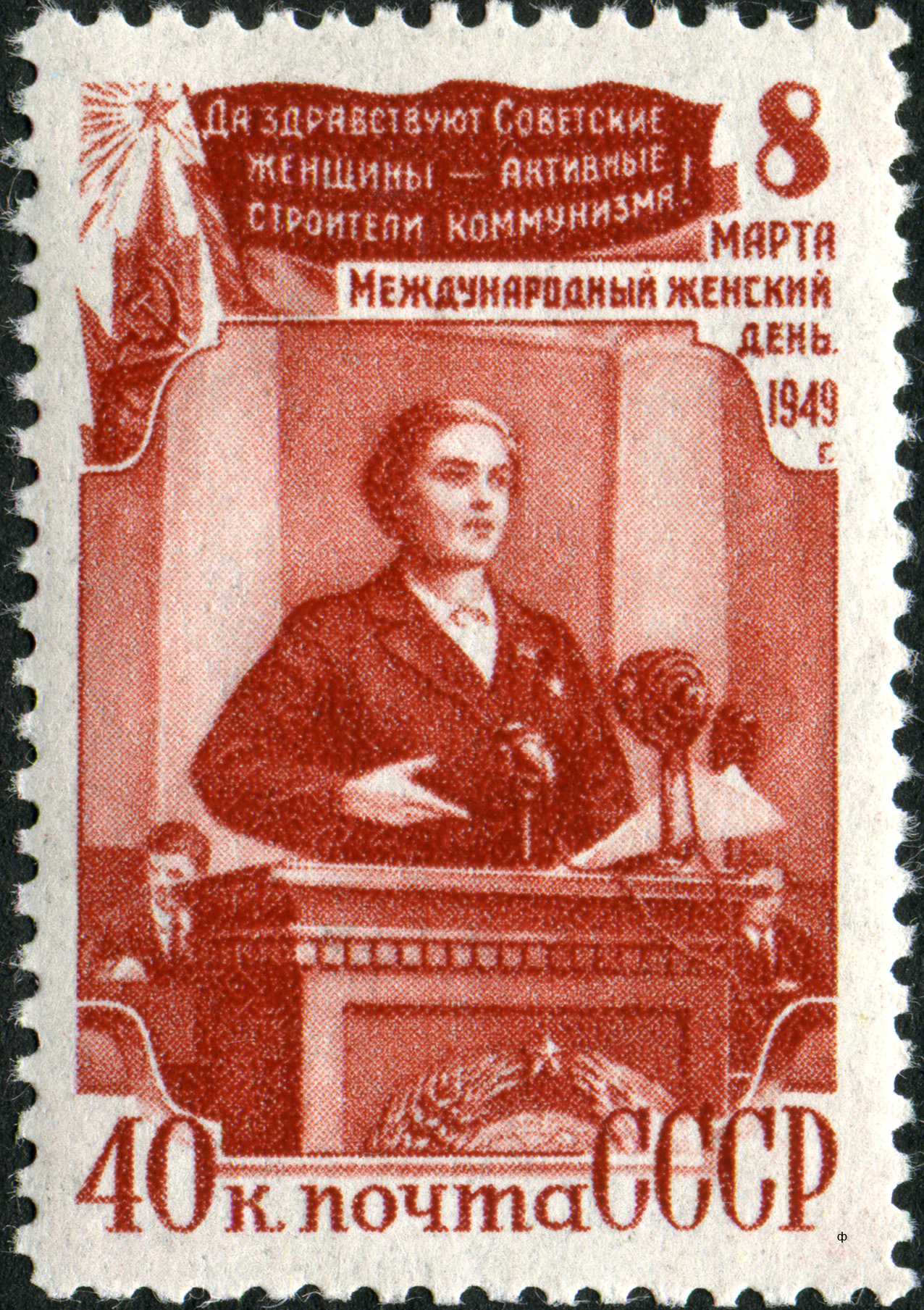
Поштова марка СРСР 1949 р.

8 березня 1924 року проходило під лозунгом Леніна (покійного на той момент): «Розпочата Радянською владою справа може бути посунена вперед лише тоді, коли замість сотень жінок по всій Росії в ній візьмуть участь мільйони і мільйони жінок». В ці дні лави РКП(б) поповнились більш ніж на 4 тисячі робітниць.
Вже в другій половині 20-х років починають простежуватися деякі зміни в поданні жіночності на сторінках радянських жіночих журналів — з актуалізацією завдання збільшення народжуваності образ жінки практично не розділяється з материнством, на неї покладається повна відповідальність за дітей і сімейне вогнище — в пресі друкуються статті та поради для жінок щодо ведення господарства (прибирання дому, приготування їжі, пошиття одягу, прання) та догляду за дітьми, що свідчить про часткове повернення до старих патріархатних цінностей і означує збільшене навантаження на жінку — робітницю, матір та господиню.
В газеті «Известия» за 1927 рік повідомлялося, що Московською міською радою профспілок прийнято постанову, в котрій повідомлявся перелік святкових днів в 1928 році, коли заборонялося проводити роботи, а 8 березня — Міжнародний день робітниць, робочий день скорочено для робітниць на 2 години. 8 березня був святковим, але скороченим днем. Постановою ВЦВК, РНК РРФСР від 30.07.1928 року «Про зміну статей 111 та 112 Кодексу законів про працю РРФСР» де визначаються неробочі дні, вже не згадується 8 березня, тому, ймовірно, що цей день стає пам'ятним днем.
У 1927 році робітниці зустрічали цей день як своє свято, виконували прибирання в будинку, готували святкові обіди, одягались у найкраще вбрання. Сімейні риси у святкуванні 8 Березня продовжували розвиватись і в наступні роки. Крім зборів, мітингів, демонстрацій, на підприємствах влаштовувались сімейні вечори з іграми, піснями, танцями, частуванням.
Так нова традиція, яка не мала аналогів раніше, ввійшла в побут робочих мас.
Особливо важкою була робота з мусульманським Сходом. У 20-х роках для мусульманського світу стояло питання про зняття жінками покривала, яке закривало обличчя і яке шаріат (мусульманське право) підняв до закону, до принципу життя. Покривало мало різні форми, способи закривання обличчя жінками в різних народів Сходу теж відрізнялись, тому називалось по-різному: чадра, яшмак, паранджа, чадур, рубана, ферідже та ін.). Тобто боротьба проти чадри й паранджі була нерозривно пов'язана з боротьбою за соціальну рівність і права людини. При боротьбі з патріархально-байськими звичаями в 1924 році Туркестанським ЦВК був затверджений до 8 Березня декрет про скасування калиму; крім того, було встановлено шлюбний вік для дівчат — 16 років (за шаріатом шлюбний вік — 9 років).
Станом на 1937 рік у Радянському Союзі на підприємствах і в організаціях уже працювали більш ніж 9 мільйонів жінок, що становило 35 % загальної кількості робітничого і службового складу.

### Після Другої світової війни
Після Голодомору та масових репресій Радянському Союзу загрожувала демографічна криза і керівництво країни вживало заходів для збільшення народжуваності, пропаганда дедалі частіше звертала увагу на важливість материнства, адже після Другої світової війни СРСР за різними даними втратив, до 40 млн осіб. Пропагандистська машина формує два образи: «чоловіка-захисника», якого вітають 23 лютого, і турботливої жінки — дружини, сестри, матері, яким потрібно подякувати за обід, чисті шкарпетки і випрасуваний одяг. З 26 квітня 1965 року святковими неробочими днями оголошено: 8 березня — Міжнародний день робітниць і 9 травня — День перемоги. До сьогодні 9 травня вважається неробочим днем і вшановується різними заходами (концерти, хвилина мовчання, покладення вінків до пам'ятників загиблих у війні тощо).
У СРСР 8 березня доволі тривалий час було звичайним робочим днем, але з 1966 року, напередодні 20-річчя Перемоги у Великій Вітчизняній війні, відповідно до Указу Президії Верховної Ради СРСР від 8 травня 1965 року, Міжнародний жіночий день став неробочим, був оголошений святковим, а отже, і вихідним. У 1975 році, 1980 році, 1985 році до річниць Перемоги ЦК КПРС ухвалював спеціальні постанови щодо їх святкування, і припускають, що саме з нагоди свята Перемоги 8 березня було оголошено неробочим днем як визнання вагомого внеску радянських жінок «в ознаменування видатних заслуг радянських жінок в комуністичному будівництві, в захисті Батьківщини в роки Великої Вітчизняної війни, їх героїзму і самовідданості на фронті й у тилу, а також відзначаючи великий вклад жінок у зміцненні дружби між народами і боротьбу за мир». Як наслідок, подібне рішення перенесло святкування з публічного простору у приватну площину, в коло сім'ї.
Станом на 1977 рік в СРСР спостерігалася виразна статева нерівність, типова для радянської сім'ї: чоловік витрачав 0,7 % свого часу в
робочий день на покупку продовольчих товарів, 0,1 % — на покупку непродовольчих і 2 % — на домашню роботу, а жінка відповідно 2 %, 0,5 % і 11 %, що відбувалося за рахунок зменшення часу відпочинку для жінок. Таким чином, вироблений західною історіографією концепт «подвійного тягаря» (обов'язок заробляти гроші та дбати про дім) у статусі жінки в радянському соціумі залишався справедливим і для брежнєвської епохи.

### Інтернаціоналізація свята
1977 року Генеральна Асамблея ООН запропонувала державам-учасницям оголосити 8 березня Днем Організації Об'єднаних Націй для прав жінок і миру в усьому світі. 16 грудня 1977 року Генеральна Асамблея ООН у резолюції 32/142 закликала всі держави проголосити відповідно до їхніх історичних і національних традицій будь-який день року Міжнародним днем прав жінок і миру, створювати сприятливі умови для викорінення дискримінації жінок і для їхнього повного й рівноправного залучення до соціального розвитку. Це рішення ухвалили після закінчення Міжнародного року жінки (1975) і Десятиріччя жінок ООН (1976⁣ — ⁣1985), які раніше були проголошені Генеральною Асамблеєю.

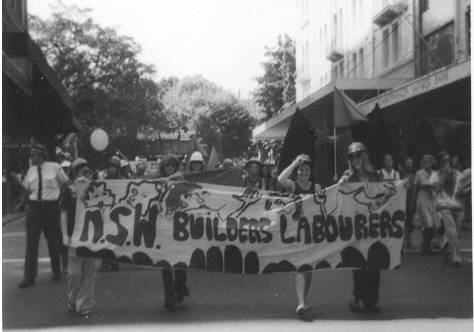
Австралійки на марші в Жіночий день, 1975.

## У світі

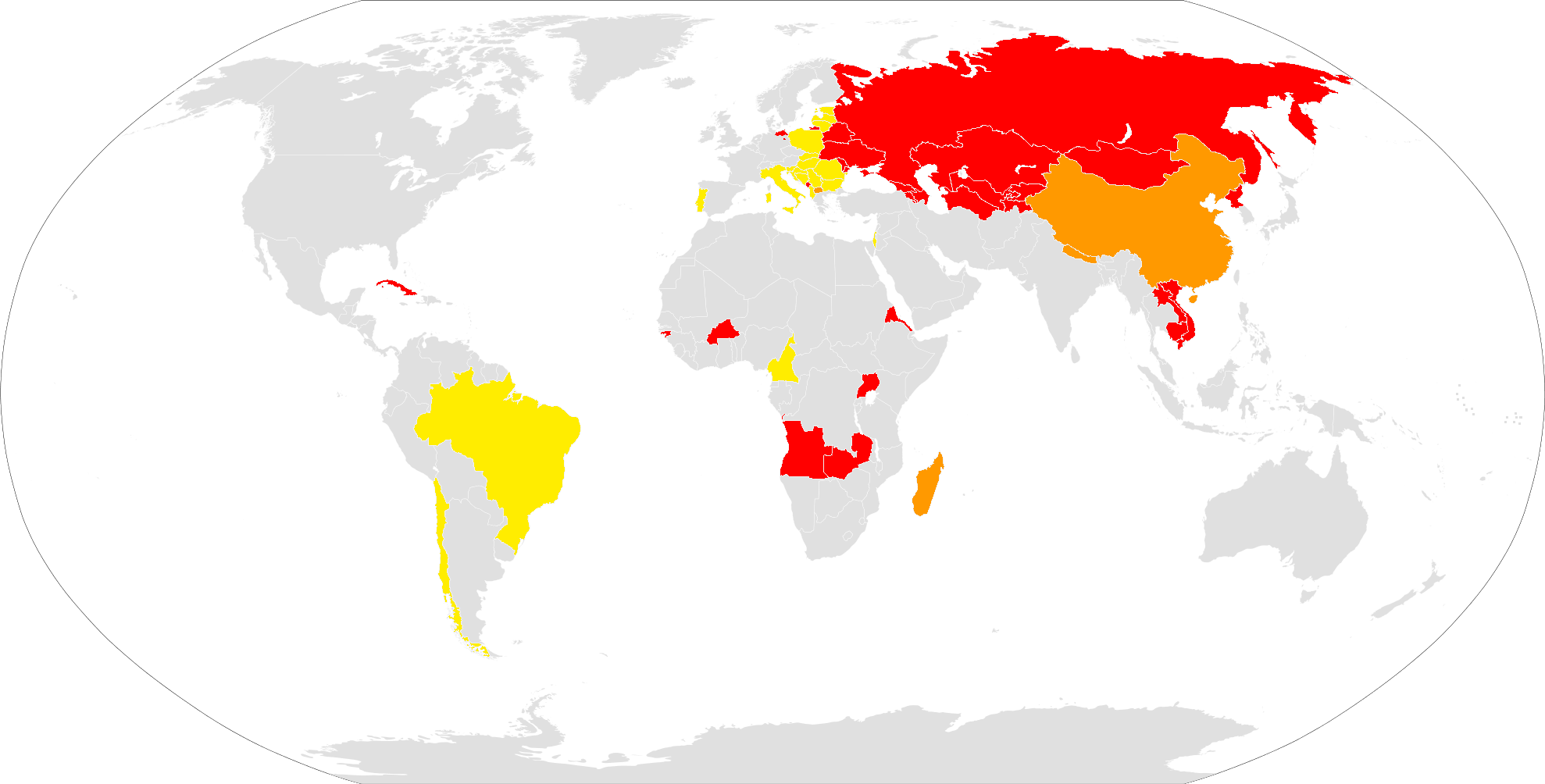
Статус міжнародного дня жінок у трудовому законодавстві в країнах світу: червоний — вихідний день, помаранчевий — вихідний для жінок, жовтий — неофіційне свято.

Хоча свято сприймається радше як комуністичний пережиток, ніж справжній вираз феміністського руху, проте в низці пострадянських та соціалістичних країн 8 березня є державним святом. Традиції масштабного святкування 8 Березня прижилися переважно у країнах так званого «соціалістичного табору», на які мав вплив СРСР або Китай. За межами Східної Європи лише близько десяти країн визнають цей день офіційним вихідним: Алжир, Бразилія, Буркіна-Фасо, Камерун, Китай, Куба, Італія, Ізраїль, Лаос, Монголія, В'єтнам і Замбія.
Діячі православної церкви і деяких інших релігійних спільнот світу не визнають свято 8 Березня з огляду на його політичне походження.
Міжнародний день солідарності жінок 8 березня відзначається в Греції, але святкують його в основному комуністи. В Іспанії це день жіночого протесту, — той день, коли активістки феміністського руху публічно висловлюють невдоволення. У Китаї 8 березня є вихідним днем, але тільки для жінок — китаянки збираються разом й гуляють у парку. В Італії 8 березня офіційно не є вихідним, жінки святкують без чоловіків. У США, де свято було засновано, поступово відмовилися від нього, оскільки є День матері та День святого Валентина. А з 1981 році Конгрес США призначив тиждень навколо 8 березня Тижнем історії жінок, а з 1987 року Конгрес США розширив подію, оголосивши увесь березень Місячником жіночої історії і протягом місяця державні установи, школи, бібліотеки та інші організації зосереджують свої суспільні програми на жінок і їхні численні досягнення. В Польщі, як і в Німеччині, в цей день не роблять вихідний, деякі люди вважають що це комуністичне свято і його не потрібно святкувати. В Німеччині прийнято вітати жінок у травні на День матері. Проте феміністки та ліві політичні сили не втрачають нагоди влаштувати мітинги. У Франції «Міжнародний жіночий день» не є популярним і його святкують тільки комуністи та «ліві». У Болгарії свято 8 березня не є державним. У Великій Британії 8 Березня є звичайним робочим днем, традицій святкування, як на пострадянському просторі, немає, і лише різні рухи і організації за права жінок збираються на мітинги.

## В Україні
Згідно КЗпП України, 8 березня є святковим (вихідним) днем.
Наприкінці існування СРСР міжнародний день жінок втратив своє політичне забарвлення і перетворився на одне з неполітичних свят.
5 березня 2013 року в місті Коломия (Івано-Франківська область) рішенням міської ради скасували свято з формулюванням: «Це свято, як і День захисника Вітчизни і День перемоги, не сприяє духовному збагаченню українців».
У лютому 2017 Український інститут національної пам'яті (УІНП) розробив пропозиції щодо декомунізації календаря державних свят. Замість вихідного дня 8 березня (Міжнародний жіночий день) було запропоновано встановити вихідний Шевченківський день (9 березня). У переліку від УІНП є свято, яке заплановано як альтернатива 8 березня. Йдеться про День матері (друга неділя травня). Однак це державне свято заплановано як робочий день. Також командою В'ятровича запропоновано зробити ще одне свято, яке може виступати як заміна 8 березня. У середині вересня може з'явитися День сім'ї, який заплановано зробити державним вихідним днем.
Згідно з результатами дослідження Соціологічної групи «Рейтинг», проведеного 27–28 лютого 2021 р., 68 % опитаних відповіли, що будуть 2021 року відзначати 8 березня, не будуть — 29 %. Соціологи відзначають, що «більш значущим цей день є для мешканців Півдня та Сходу, та тих, хто перебуває в шлюбі». На Заході України 8 березня не збираються святкувати майже 40 % опитаних.
14 лютого 2023 року депутати Верховної Ради України запропонувала внести до Кодексу законів про працю України певні зміни, які стосуються встановлення українських свят. Там же йшлося про скасування державних свят 8 Березня (Міжнародний жіночий день), 1 та 9 травня (День праці та День перемоги над нацизмом у Другій світовій війні). До повномасштабного російського вторгнення в Україну цей день завжди був вихідним, проте досі тривають дискусії: чи є доцільним це свято, адже воно пов'язане з радянським минулим.
Законопроєкт № 9009 зареєстрований в парламенті, але все ще перебуває на опрацюванні в комітеті Верховної Ради України. Замість цих свят депутати пропонують створити українські аналоги, які стануть державними вихідними:
- 25 лютого — День української жінки (дата народження Лесі Українки);
- 9 березня — День народження Тараса Шевченка;
- друга неділя травня — День матері.

Однак наразі ці рішення ще не були ухваленими.
Напередодні 8 березня 2023 року українці вирішували: залишити цей день офіційним вихідним чи зробити робочим. Більшість користувачів Дії проголосували за те, щоб залишити 8 березня вихідним. Такий варіант підтримали понад 1,3 млн українців.

### Критика
«Я вважаю, що нам, людям медійним, потрібно перестати популяризувати совкові рудименти». — Сергій Притула.
Наталя Гоцій: «По-перше, я 10 років жила в Нью-Йорку, де не існує свята „8 Березня“. А, по-друге, я абсолютно сучасна жінка, без будь-яких статевих забобонів. Вважаю, що у нас кожен день повинен бути святом. І не потрібно малювати на календарі червону вісімку, щоб з'явився привід купити собі квіти. Я мовчу про те, щоб чекати їх від когось. Якщо копнути глибше, то „8 Березня“ — це не просто жіночий день, це день жіночої солідарності, який був створений, щоб нагадати чоловікам про рівні права. А не для того, щоб примусити їх купити тюльпани й торт. Я емансипована жінка, яка не дотримується радянських традицій. І двох своїх синів до них, до речі, теж не привчаю.».
Олена-Христина Лебідь: «Зізнаюся, у мене до свят специфічне ставлення. Я люблю тільки Новий рік — це для мене однозначно свято-свято. Ще день народження. Так склалося, що у мене з молодою людиною свято постійно. Іноді веселе, іноді химерне, іноді божевільне. Тому я не фокусуюсь: «Так-с, сьогодні „8 Березня“, ноги поголила, волосся уклала, манікюр зробила, сиджу, не рухаюсь, чекаю». Привітає з «8 Березня» — значить, привітає. Чи не привітає — то й добре. Я знаю, що ми все одно обіймемося, поцілуємося, наговоримо один одному приємностей, і більше нічого не треба! Я з тих людей, які більше люблять дарувати подарунки, ніж приймати. Для мене це окремий фетиш — вибирати, упаковувати, уявляти, як цей подарунок сприйметься. Щоб все ідеально-ідеально».

### Феміністичні протести
З кінцях 2001 років в Україні майже щороку 8 березня проходять феміністичні марші. Перший відбувся 2008 року в Києві з ініціативи анархо-феміністичного колективу «Свободна». З міркувань безпеки учасниць і учасників маршу, про нього публічно не повідомляли напередодні. 2009 року різні за формою акції відбулися в Харкові, Львові та Чернівцях. 2011 року в Києві відбувся перший відкритий феміністичний марш, з ініціативи лівих організацій «Феміністичної Офензиви», ГО «Інсайт», Центру візуальної культури та інших. З 2012 року марші, пристосовані до 8 Березня, зазнають ризиків нападу з боку ультраправих.

## Тематичні дні Міжнародного комітету Червоного Хреста
З нагоди Міжнародного дня жінок Міжнародний комітет Червоного Хреста починаючи з 2010 року проводить заходи з привернення уваги до однієї з проблем, від котрих потерпають жінки в контексті збройних конфліктів.
2010: Фокус на труднощах, що випали на долю жінок, переміщених внаслідок збройних конфліктів. Переміщені жінки часто живуть наодинці, з дітьми, часто стають жертвами сексуального насилля, дискримінації і залякування, страждають від бідності та соціальної ізоляції. Ось чому міжнародне гуманітарне право містить окремі положення на захист жінок, наприклад, вагітних або з дітьми молодшого віку.
2011: Комітет закликав держави та інших суб'єктів щорічно не послабляти зусиль із запобігання зґвалтуванням та іншим формам сексуального насильства, що впливають на життя і гідність незліченної кількості жінок у конфліктних зонах всього світу (Див. Воєнне сексуальне насильство).
2012: Заклик до акції допомоги жінкам, чиї родичі зникли безвісти у контексті збройного конфлікту (переважно це чоловіки), аби дати їм можливість відновити гідність і надію. Жінки та дівчата в подібних ситуаціях, крім страждань утрати та невідомості, часто стикаються з переважливими силами практичних труднощів. Комітет нагадав, що сторони збройного конфлікту несуть відповідальність за пошук зниклих безвісти осіб та інформування сімей.
2013: ООН вибрала тему: «Обіцянка є обіцянка, це час, аби вжити заходів, щоб покласти край насильству проти жінок».
2014: «Рівність жінок — прогрес для всіх людей».
2015: «Розширення прав і можливостей жінок — розширення прав і можливостей людства: уявіть!». Уряди, активісти по всьому світу відзначали 20-ту річницю Пекінської декларації та Платформи дій, історичної дорожньої карти, яка встановлює порядок денний для реалізації прав жінок.
2017: «Жінки в мінливому світі праці: планета 50-50 до 2030 року» (англ. Women in the Changing World of Work: Planet 50-50 by 2030).

## Дудли Google
Google щороку присвячує дудл Міжнародному жіночому дню. Зображення різних років демонструють, як змінювалось сприйняття Дня жінок з поступом феміністської боротьби та світовим зростанням статевої рівності і розмаїття.

## Святкування

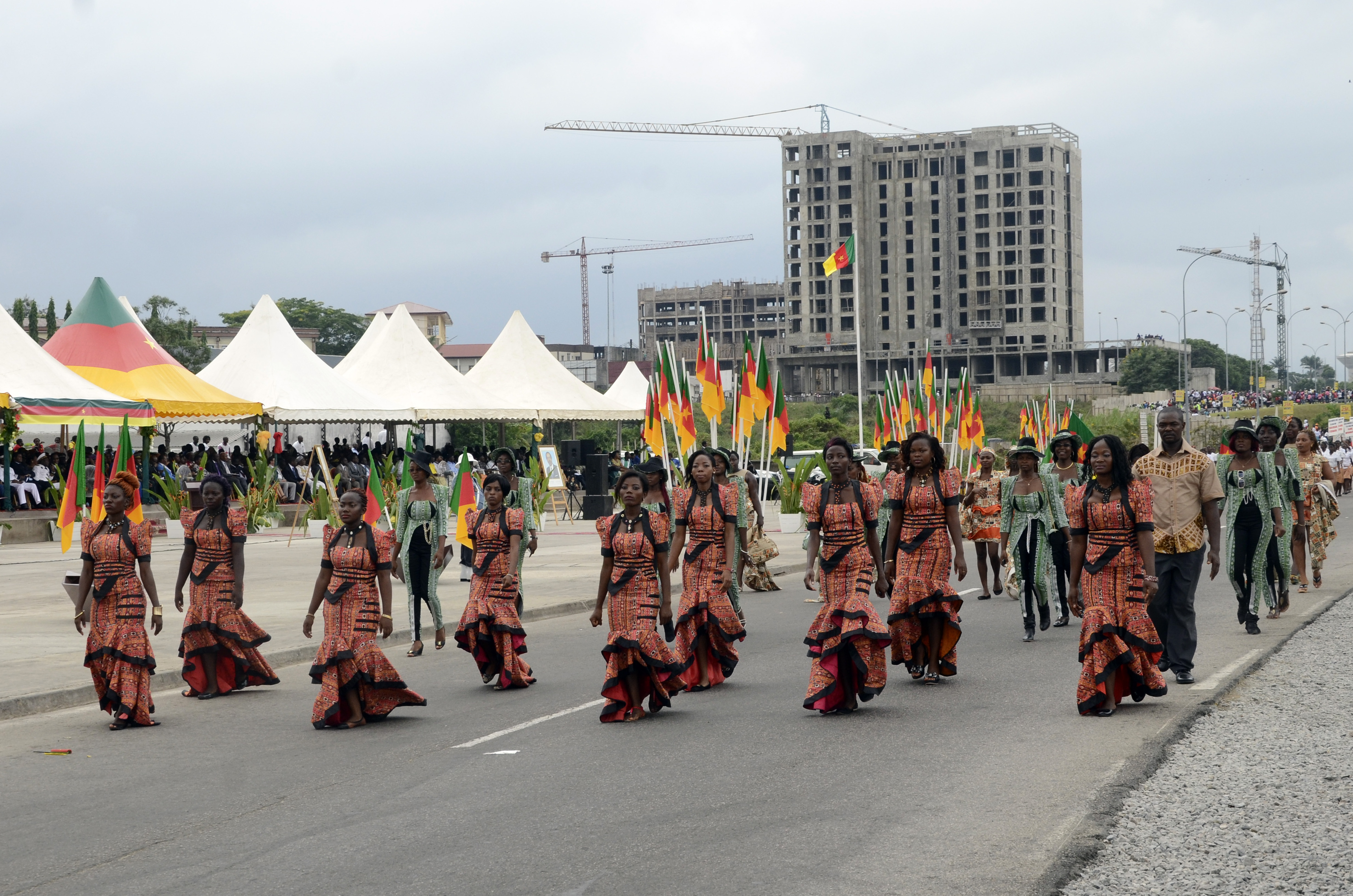
Святкування в Камеруні, 2015
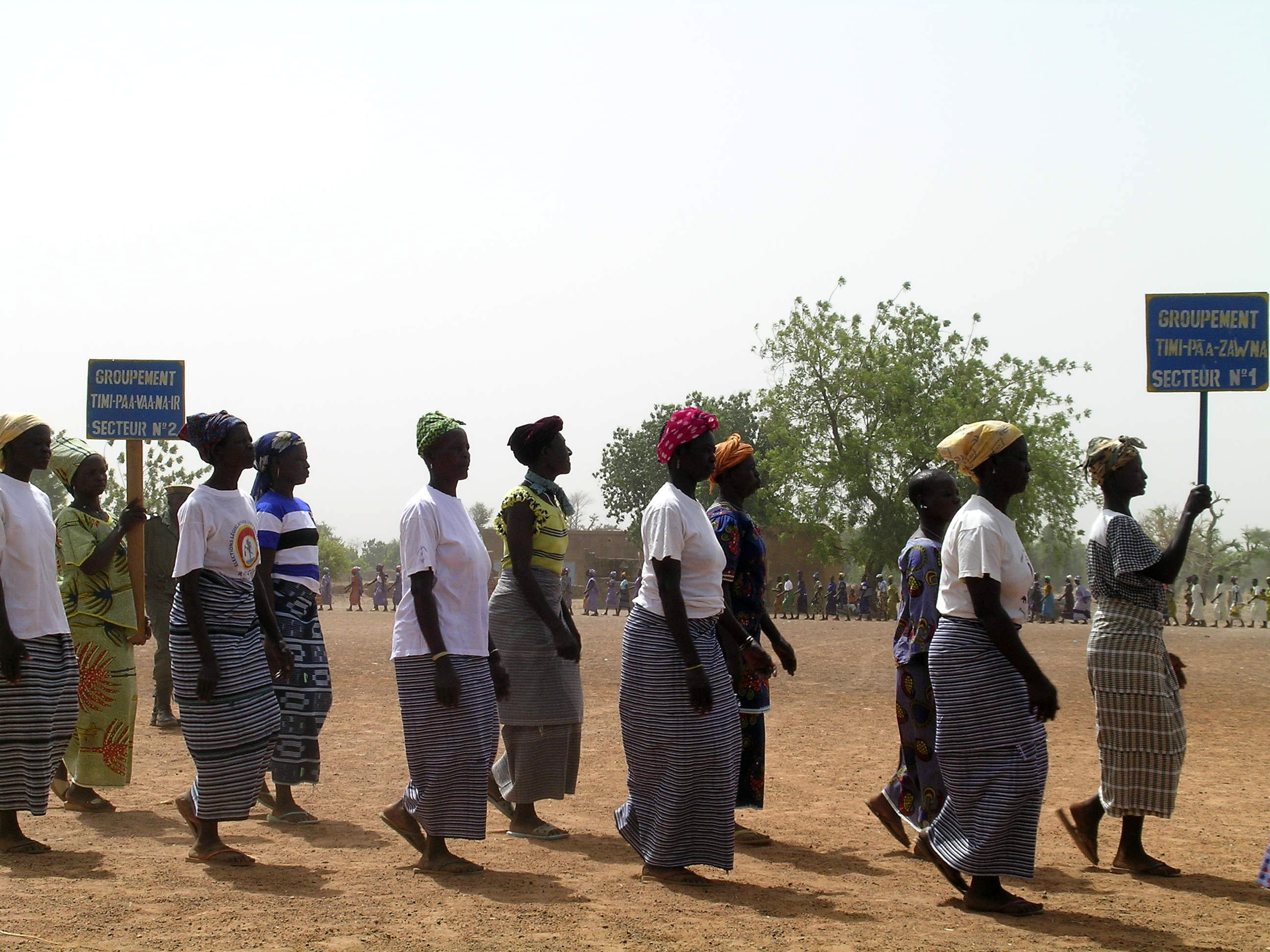
Відзначення в Буркіна-Фасо, 2018
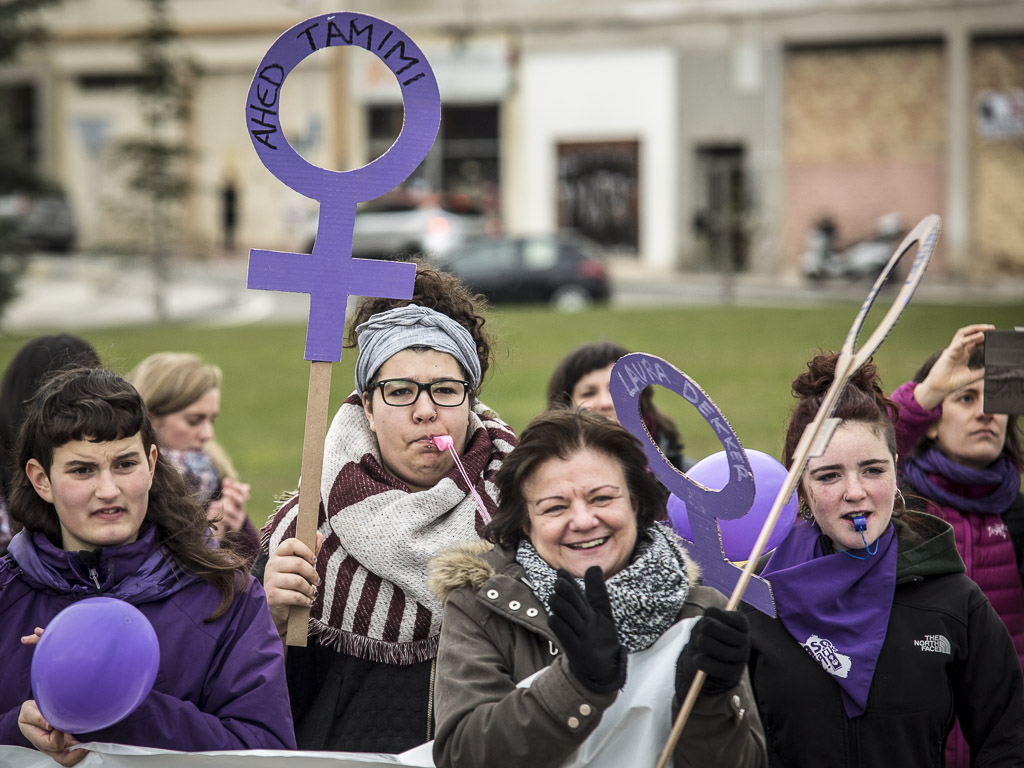
Феміністське святкування в Іспанії, 2018
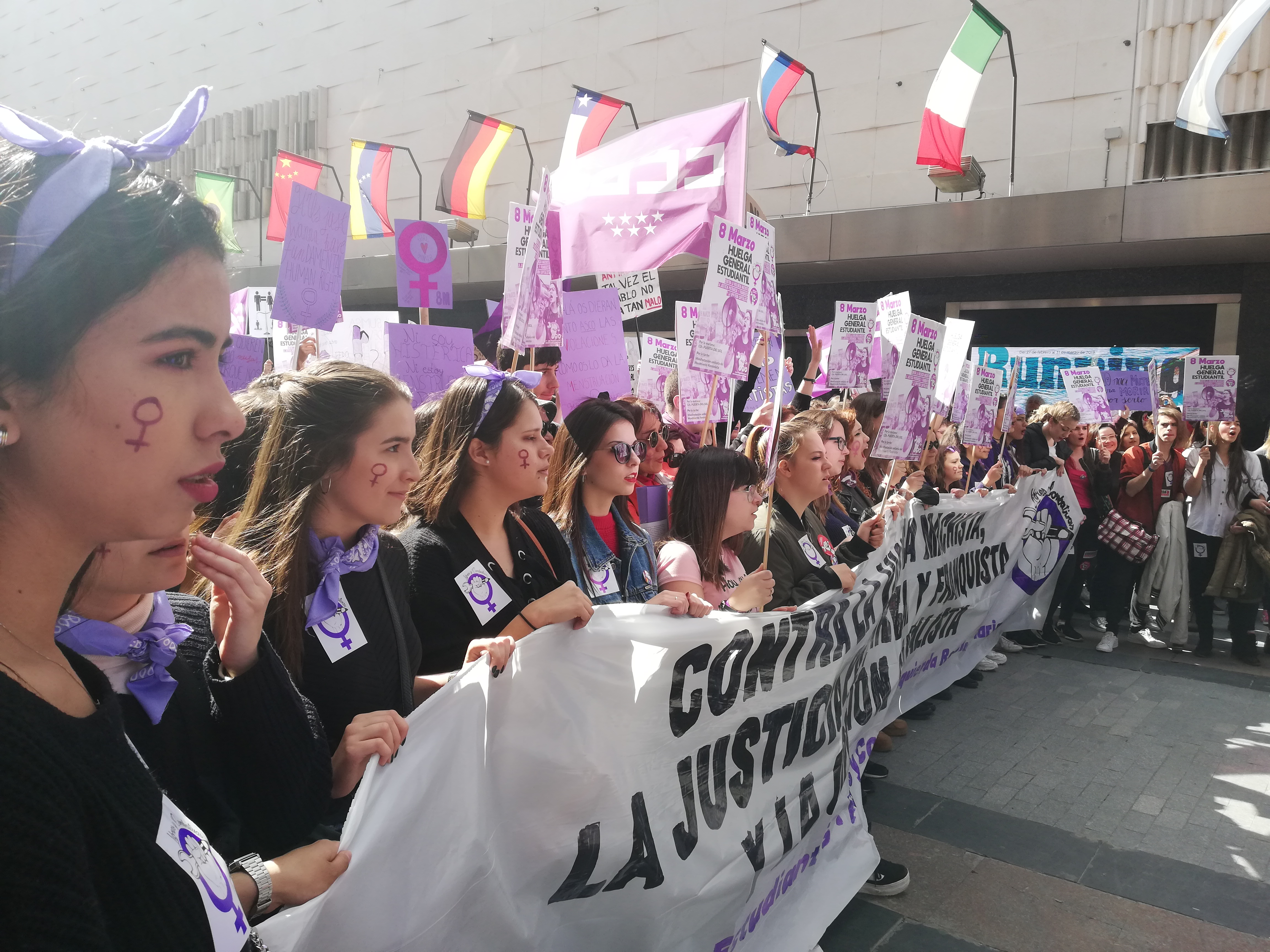
Феміністське святкування в Іспанії, 2019